# Match de football Australie – Samoa américaines
Le match de football Australie – Samoa américaines se déroule le 11 avril 2001 à Coffs Harbour, en Australie. Le match se termine sur un score fleuve de 31 buts à 0 en faveur de l'Australie. Comptant pour la 3e journée des éliminatoires à Coupe du monde 2002, cette rencontre voit se faire battre deux records, le record mondial du plus gros écart de buts enregistré lors d'un match international de football et celui du plus grand nombre de buts inscrits en un match officiel avec un total de 13 buts pour l'attaquant international australien, Archie Thompson. Avant la rencontre le natif d'Otorohanga (Nouvelle-Zélande), comptait 2 sélections et un but à son compteur.
Le résultat de ce match conduit à plusieurs débats sur le format des éliminatoires, amenant la FIFA à introduire un tour préliminaire à la qualification pour la Coupe du monde 2006 pour la zone Océanie.

## Avant-match
Depuis 1986, la FIFA organise un match aller-retour opposant les deux équipes ayant terminé à la première place de leur groupe respectif pour qualifier le vainqueur. Auparavant, les équipes de la zone Océanie prenaient part aux éliminatoires avec les équipes de la zone Asie. En 2002, dix équipes océaniennes participent aux qualifications pour la coupe du monde se déroulant en Corée du Sud et au Japon. Réparties en deux groupes de cinq équipes, ces nations s'affrontent les unes contre les autres une fois. Les deux premiers de chaque groupe se qualifient pour la phase finale qui se dispute dans le format aller-retour. Le vainqueur de ce match acquiert donc le droit de disputer les barrages pour se qualifier au Mondial 2002.
Placés dans le groupe 1, en compagnie des Fidji, des Samoa et des Tonga, toutes les rencontres de ce groupe ont lieu au BCU International Stadium à Coffs Harbour, en Australie, du 7 au 16 avril 2001, durant cette période l'Australie et les Samoa américaines s'affrontent le 11 avril 2001. 
L'Australie et la Nouvelle-Zélande, tous deux reconnus comme les meilleures équipes de la zone Océanie, sont les deux seules équipes à avoir remporté la Coupe d'Océanie, et à parvenir à se qualifier pour une Coupe du monde, ces deux sélections nationales s'étaient qualifiées respectivement pour le mondial 1974 et pour le mondial 1982. 
D'autres part l'équipe des Samoa américaines, est l'une des plus faibles au monde avec un total de 8 points, en étant à la 203e position, ayant perdu tous leurs matchs officiels, depuis qu'ils sont membres de la FIFA (1998), tandis que l'Australie, se retrouve en 77e place avec 476 points.
Deux jours avant le match, l'Australie enregistre une large victoire 22-0 sur les Tonga, battant ainsi l'ancien record de la plus grande victoire dans un match international, le Koweït 20 à 0 face au Bhoutan en 2000. Entre-temps, les Samoa américaines subissent deux défaites avant la rencontre face aux Australiens, une défaite 13-0 contre les Fidji et une autre 8-0 face aux Samoa, soit plus de 21 buts avant la rencontre.

## Le match

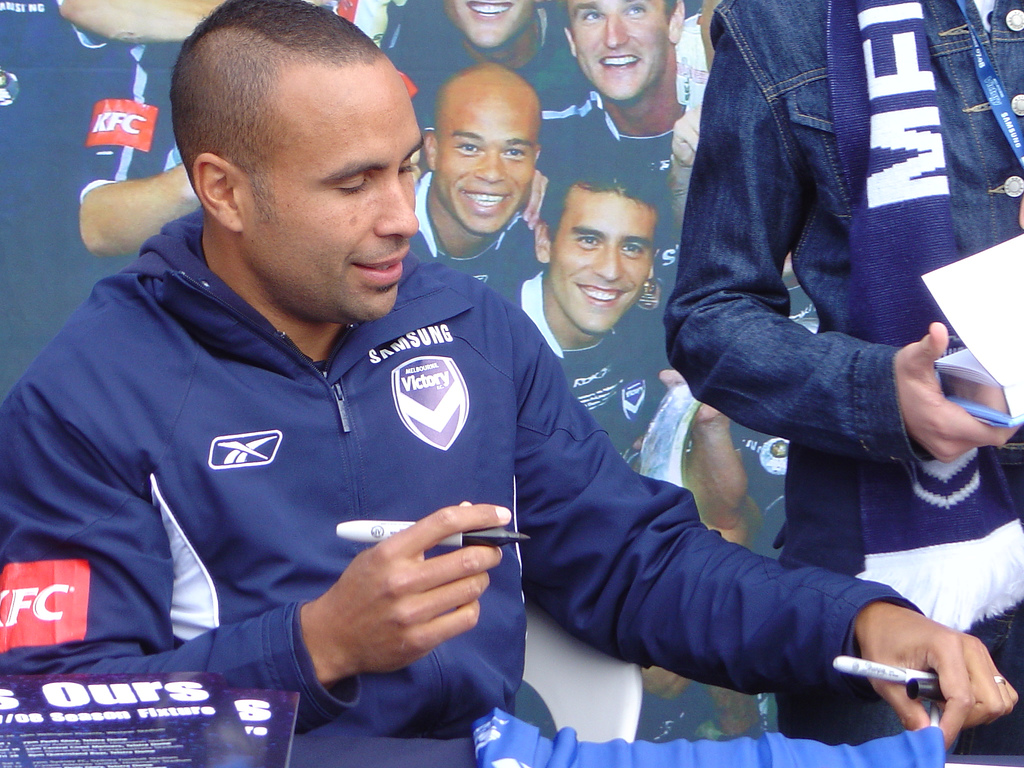
Archie Thompson inscrit 13 buts lors de ce match.

À la surprise générale, les Samoa américaines préservent leur but inviolé durant les dix premières minutes, mais Con Boutsianis inscrit le premier but australien à la 10e minute. À la 25e minute, David Zdrilic complète un coup du chapeau, portant le score à (déjà) 9-0. Archie Thompson marque 6 des 7 buts suivants, portant le score à 16-0 à la mi-temps. Après la pause, Thompson est le meilleur buteur avec 8 buts marqués, suivi par Zdrilic avec 4 buts, Popovic 2 buts, Aurelio Vidmar et Boutsianis avec un but chacun.
Boutsianis, qui avait inscrit le premier but en première période, marque aussi le premier de la seconde période, puis Simon Colosimo et Fausto de Amicis inscrivent leur premiers buts, et Thompson, en marquant son neuvième but, porte le tableau d'affichage à 20-0. Thompson et Zdrilic ajoutent ensuite chacun 4 nouveaux buts à leur total.
À l'issue du match, avec 13 buts marqués, Thompson égale le record de John Petrie du plus grand nombre de buts marqués en un seul match toutes compétitions confondues. Petrie avait inscrit 13 buts à l'âge de 18 ans au cours du match de coupe d'Écosse Arbroath-Bon Accord (36-0). Thompson devient recordman du nombre de buts en un match international.
Au total, avec 13 buts de Thompson, 8 de Zdrilic, 3 de Boutsianis, 2 de A. Vidmar, Colosimo et Popovic et 1 de De Amicis, le score final est de 31-0, nouveau record mondial du plus gros écart lors d'un match international.
À noter que les marqueurs de score affichèrent le score erroné de 32-0 sur le tableau d'affichage. En effet, ils n'avaient pas remarqué que l'arbitre tahitien Ronan Léaustic avait refusé un but pour hors jeu. Le score officiel ne fut finalement connu qu'à la fin de la rencontre, après la consultation de la feuille de match, alors même que certains médias évoquaient déjà le score de 32 buts à zéro.

## Fiche du match
| 3e journée    | Australie | 31 - 0   | Samoa américaines | International Sports Stadium, Coffs Harbour    |                                                |
| 11 avril 2001 | Boutsianis 10e 50e 84e · Thompson 12e 23e 27e 29e · 32e 37e 42e 45e · 56e 60e 65e 85e 88e · Zdrilic 13e 21e 25e 33e · 58e 66e 78e 89e · Vidmar 14e 80e · Popovic 17e 19e · Colosimo 51e 81e · de Amicis 55e | (16 - 0) |                   | Spectateurs : 3 000 Arbitrage : Ronan Leaustic | Spectateurs : 3 000 Arbitrage : Ronan Leaustic |
| 11 avril 2001 | Rapport |          |                   | Spectateurs : 3 000 Arbitrage : Ronan Leaustic | Spectateurs : 3 000 Arbitrage : Ronan Leaustic |

| Australie | Samoa américaines |

| AUSTRALIE :     |                  |  |     |
|                 |                  |  |     |
| 1               | Michael Petkovic |  |     |
| 2               | Kevin Muscat     |  |     |
| 3               | Craig Moore      |  |     |
| 4               | Tony Popović     |  | 45e |
| 5               | Tony Vidmar      |  | 45e |
| 7               | Aurelio Vidmar   |  |     |
| 11              | David Zdrilic    |  |     |
| 12              | Steve Horvat     |  |     |
| 13              | Con Boutsianis   |  |     |
| 14              | Simon Colosimo   |  |     |
| 20              | Archie Thompson  |  |     |
| Remplaçants :   |                  |  |     |
| 15              | Fausto de Amicis |  | 45e |
| 17              | Scott Miller     |  | 45e |
| Sélectionneur : |                  |  |     |
| Frank Farina    |                  |  |     |

| SAMOA AMERICAINES : |                 |  |     |
|                     |                 |  |     |
| 1                   | Nicky Salapu    |  |     |
| 4                   | Lisi Leututu    |  | 50e |
| 5                   | Soe Falimaua    |  |     |
| 7                   | Lavalu Fatu     |  |     |
| 8                   | Sulifou Faaloua |  |     |
| 9                   | Travis Sinapati |  |     |
| 13                  | Sam Mulipola    |  |     |
| 15                  | Pati Feagiai    |  |     |
| 16                  | Ben Falaniko    |  | 84e |
| 18                  | Tiaoali Savea   |  |     |
| 20                  | Young Im Min    |  |     |
| Remplaçants :       |                 |  |     |
| 17                  | Darrell Ioana   |  | 84e |
| 19                  | Richard Mariko  |  | 50e |
| Sélectionneur :     |                 |  |     |
| Tunoa Lui           |                 |  |     |

Arbitres assistants :

 David Sau

 Michel Angot
Quatrième arbitre :

 Derek Rugg

## Après le match
L'Australie poursuit les qualifications avec une victoire minimale 2-0 contre les Fidji et un 11-0 contre les Samoa. Elle finit avec une différence de buts de +66 (moyenne de 16,5 buts par match), sans encaisser de but. Au tour final, l'Australie s'impose face à la Nouvelle-Zélande (6-1 sur l'ensemble des deux matchs), mais échoue en barrage face à l'Uruguay (1-0, 0-3).
Les Samoa américaines s'inclinent lors de leur dernier match de poule, 5-0 face aux Tonga. Elles terminent avec une différence de buts de -57 (moyenne de 14,5 buts encaissés par match), et aucun but marqué.

## Record de Thompson
En match international entre équipes A, Archie Thompson devient le détenteur du record mondial de buts marqués en un seul match (13), record auparavant co-détenu par les 10 buts du Danois Sophus Nielsen (17 à 1 contre la France en 1908) et les 10 buts de l’Allemand Gottfried Fuchs (16 à 0 contre l'Empire russe en 1912). Après ces trois joueurs, aucun autre joueur n’a dépassé les huit buts en un seul match international en senior. David Zdrilic, avec huit buts dans le même match que Thompson, égale la performance du Sud-Coréen Hwang Sun-hong (11 à 0 contre le Népal en 1994).